# Матьє Фає
Матьє Фає (27 липня 1958) — сенегальський баскетболіст.
Учасник Олімпійських Ігор 1980 року.